# Kloster Nimbschen

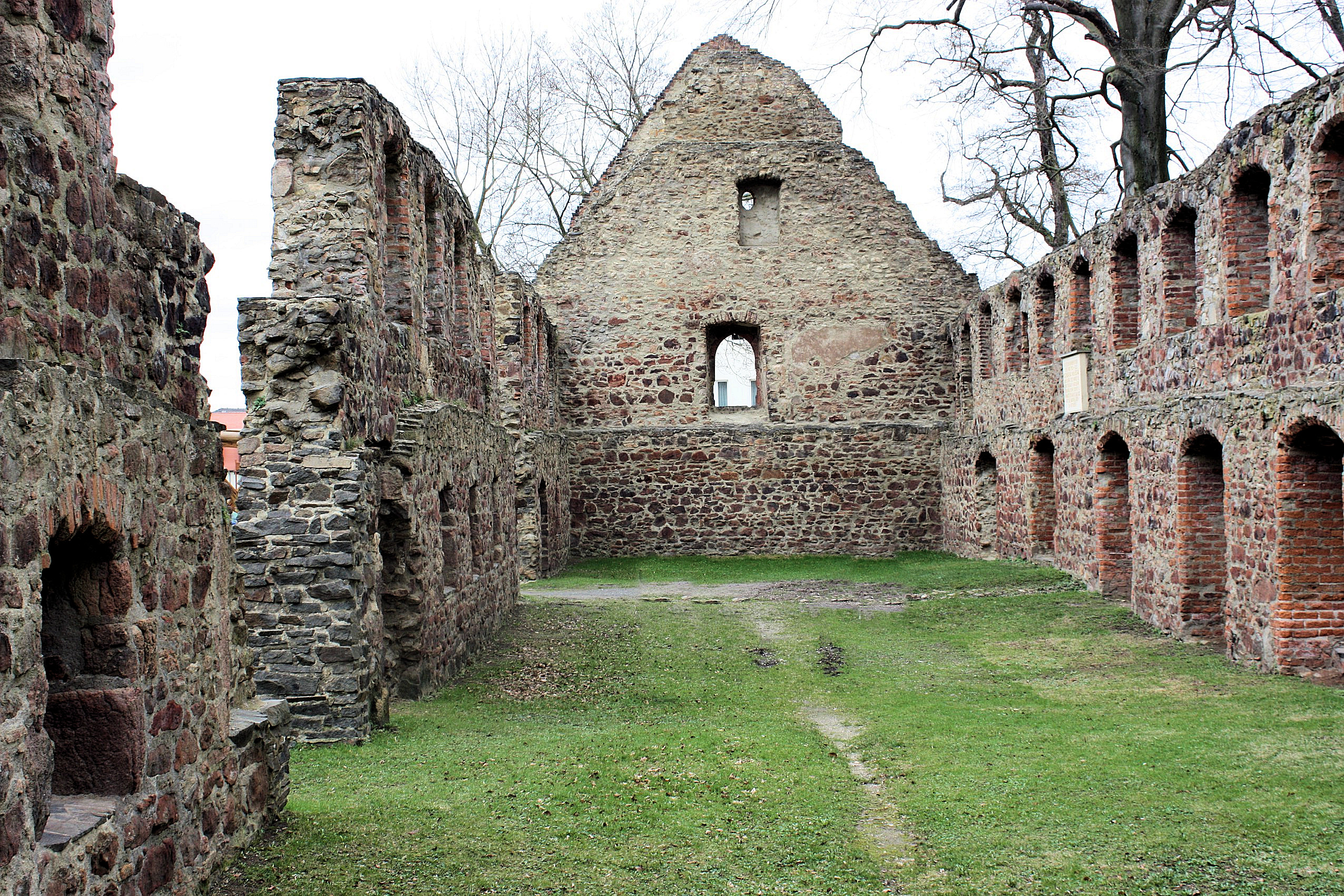
Klosterruine Nimbschen von Süden (2010)

Das Kloster Nimbschen (Marienthron) ist eine ehemalige Zisterzienserinnenabtei, unmittelbar südlich von Grimma im sächsischen Landkreis Leipzig an der Mulde gelegen. Es bestand zwischen 1243 und 1536/42 und gehörte nach dessen Auflösung zwischen 1550 und 1948 als Landesschulgut zum Besitz der Fürstenschule in Grimma bzw. des Gymnasiums St. Augustin in Grimma. Aus dem Material des nach der Auflösung verfallenen Klosters entstand im Jahr 1810 das neue Klostergut, das heute als Hotel genutzt wird. Neben dem Kloster entstand am benachbarten Klosterholz die Siedlung Nimbschen.

## Geschichte

### Geschichte des Klosters bis zur Säkularisation

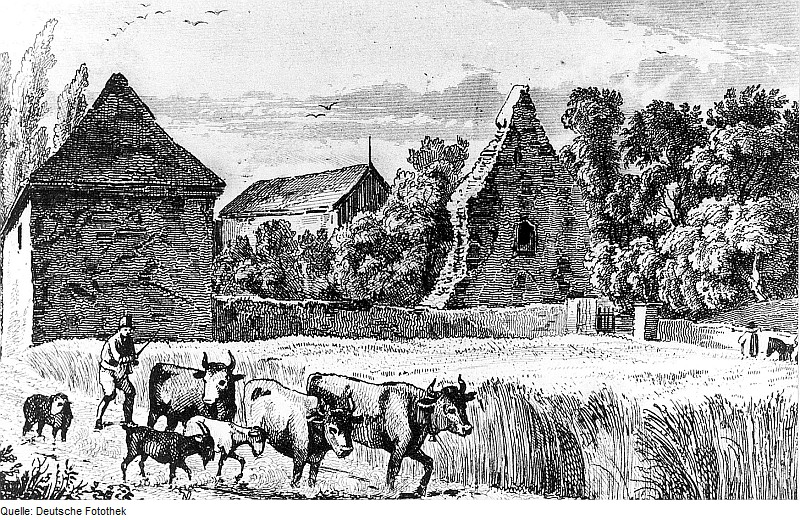
Ruine des Klosters Nimbschen (um 1835)

Im Jahr 1243 gründete der Wettiner Markgraf Heinrich der Erlauchte (1221–1288) wohl bei Torgau das Nonnenkloster Marienthron als Seelstiftung seiner kurz zuvor verstorbenen Ehefrau Constantia von Österreich. Das Kloster erhielt eine umfangreiche Erstausstattung: Grundbesitz, die beiden Pfarreien Altbelgern und Weßnig und die Torgauer Kirche, u. a. aus wettinischem Besitz, der einmal 1119 für das Benediktinerkloster Reinhardsbrunn vorgesehen gewesen war.
Neben der materiellen Absicherung gelang es dem Markgrafen, das Nonnenkloster rechtlich zu verankern. Dies geschah durch Inkorporation in den Zisterzienserorden (1244), wobei als Mutterkloster für die Nonnen das Männerkloster Zisterzienserabtei Pforta bestimmt wurde. Die Mönche dieser Abtei sollten in den folgenden Jahrhunderten Beichtväter der Marienthroner Nonnen werden, den Äbten von Pforta wurde das Visitationsrecht in der Frauenabtei übertragen, zudem oblag ihnen dort die Seelsorge und die Unterstützung in wirtschaftlichen Fragen. Im Jahr 1250 erhielten die Nonnen von Papst Innozenz IV. (1243–1254) das privilegium commune des Zisterzienserordens, doch erlangten die Nonnen keine Exemtion vom Merseburger Diözesanbischof. Dies ist z. B. einer Urkunde des Bischofs vom Jahr 1279 zu entnehmen, die die Zugehörigkeit Marienthrons zum Zisterzienserorden bestätigte, vorbehaltlich jedoch der bischöflichen Rechte.
Das Nonnenkloster ist zweimal umgezogen. Um 1250 siedelten die Sanktimonialen in die Stadt Grimma, der wettinischen Gründung aus der Zeit um die Wende zum 13. Jahrhundert, und wurden dort mit der Pfarrei und dem Hospital ausgestattet. Die Hospitalgebäude dienten den Nonnen wohl zum Aufenthalt und wurden zwischen 1250 und 1270 um- und ausgebaut. Noch vor 1291 bezogen die Zisterzienserinnen indes ein neu errichtetes Kloster bei Nimbschen und stärkten damit in diesem Gebiet auch die Stellung ihres wettinisch-markgräflichen Territorialherren. Die Kirche des Klosters wurde im Jahre 1291 geweiht.
Die Zisterze Nimbschen besaß im späten Mittelalter umfangreichen Besitz an Elbe und Mulde, doch stagnierte der Aufbau der klösterlichen Grundherrschaft seit dem 14. Jahrhundert, gegen Ende des 15. Jahrhunderts werden finanzielle Schwierigkeiten erkennbar. Die Wettiner als sächsische Kurfürsten und Landesherren und die Äbte von Pforta bemühten sich um Reformen, die nur insofern gelangen, dass die Gemeinschaft der Nonnen trotz umfangreicher Umbauarbeiten der Klostergebäude am Beginn des 16. Jahrhunderts in den 1520er-Jahren wirtschaftlich gesundet dastand.
Das geistlich-religiöse Leben der Nonnen blieb aber von den Reformen wohl nicht unberührt. Nur so ist das Eindringen von reformatorischem Gedankengut in Nimbschen erklärbar. Die Flucht von neun Klosterfrauen aus der Abtei im Jahr 1523, darunter von Katharina von Bora, der späteren Ehefrau Martin Luthers, und von Magdalena von Staupitz, gehört zu den bekannten Ereignissen aus der Endphase der Klostergemeinschaft. Von 40 Frauen waren noch neun Nonnen im Kloster übrig, als mit Margaretha (II.) (1509–1536) die letzte Marienthroner Äbtissin starb. Das Kloster als geistliches Institut wurde daraufhin aufgelöst (1536), der Wirtschaftsbetrieb noch von dem Klosterverwalter fortgeführt, bis im Jahr 1542 der Kurfürst Johann Friedrich von Sachsen (1525–1554) das Klostergut verpachtete.

### Zeit nach der Säkularisation des Klosters
Von 1550 bis 1948 gehörte das Kloster Nimbschen – ebenso wie das Kloster Buch – als Landesschulgut zum Besitz der Fürstenschule in Grimma, von den Pachterlösen wurden Freistellen an der Schule für begabte Schüler aus allen sozialen Schichten finanziert. Der Besitz des säkularisierten Klosters Nimbschen wurde im Schulamt Grimma zusammengefasst, das für die Verwaltung des Besitzes und der wirtschaftlichen Unterhaltung der Fürstenschule Grimma zuständig war.
Mit der Zeit verfielen die Klostergebäude und wurden zur Gewinnung von Baumaterial genutzt. Aus dem noch vorhandenen Material der Klosteranlage entstand im Jahr 1810 das neue Klostergut, welches ab 1901 als Vorwerk durch die Grimmaer Fürsten- und Landesschule genutzt wurde.
|  |  |  |

### Heutige Nutzung

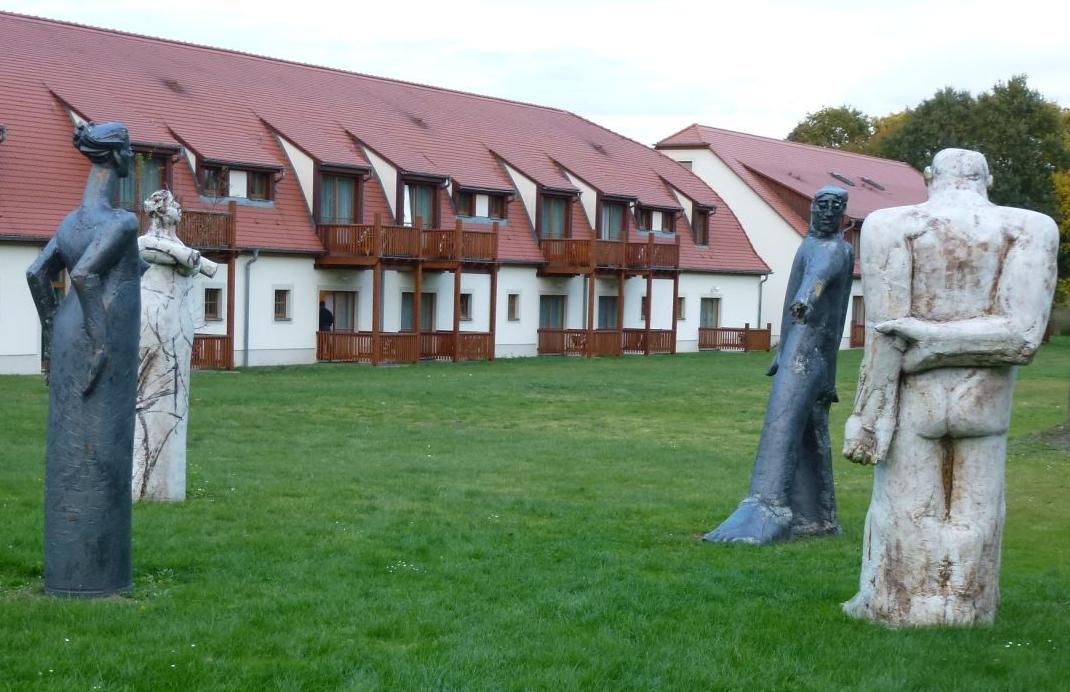
Skulpturen vor dem Hotel (2012)

Neben der Klosterruine befindet sich das Hotel Kloster Nimbschen mit Tagungsmöglichkeiten und einer Kulturscheune. Der Hotelkomplex hat unter der Jahrhundertflut im Jahr 2002 gelitten. Zum Reformationstag 2010 wurde der Grundstein für die Kapelle neben der Klosterruine gelegt.
Der Lutherweg führt durch Nimbschen.

## Äbtissinnen
- Beatrix (Äbtissin) (1252, 1253)
- Margarethe von Kirchberg (nach 1257 – vor 1282)
- Hedwig (1282, 1308, 1310)[3]
- Jutta (1314)
- Gertrud (1322)
- Elisabeth (I.) (1339, 1355)
- Mechthild (1357, 1372)
- Margaretha (I.) von Leisnig (1378, 1387)
- Hippe Truchsessen (1390, 1394)
- Mechthild von Landsberg (1397, 1402)
- Elisabeth (II.) (1409, 1410)
- Sophia von Prausitz (1423, 1427)
- Margaretha (1436–1456)
- Elisabeth Grauschwitz (1456–1461)
- Dorothea von Behr (1461–?, 1481)
- Ursula von Lausick (1484, 1495)
- Katherina von Schönberg (1498–1509)
- Margaretha (II.) von Haubitz (1509–1536)